# Blythipicus
Blythipicus és un gènere d'ocells de la família dels pícids (Picidae). Es distribueix pel sud i sud-est d'Àsia.

## Taxonomia
El gènere va ser introduït per l'ornitòleg francès Charles Lucien Bonaparte el 1854. El nom va ser escollit per honorar el zoòleg anglès Edward Blyth, el nom del qual es combina amb el llatí «picus» que significa "picot de fusta". L'espècie tipus va ser posteriorment designada com el picot marró (Blythipicus rubiginosus) pel zoòleg anglès George Robert Gray el 1855. El gènere es troba a la tribu Campephilini, una de les cinc tribus que formen la subfamília Picinae. El gènere Blythipicus és germà d'un clade que conté els gèneres Reinwardtipicus i Chrysocolaptes.
Segons la Classificació del Congrés Ornitològic Internacional (versió 14.2, 2024) aquest gènere està format per dues espècies:
- picot d'orelles vermelles (Blythipicus pyrrhotis).
- picot marró (Blythipicus rubiginosus).